# Hijos de Dune
Hijos de Dune es el tercer libro en la saga de Dune escrita por Frank Herbert en 1976. El libro que le precede en la saga es El Mesías de Dune, y el que le sigue es Dios Emperador de Dune. 

## Sinopsis
Nueve años después de la muerte de Chani, del final de la conspiración contra los Fremen, y de que el Emperador Paul Atreides, Muad'dib, ciego y solo, caminara hacia el desierto siguiendo la tradición fremen que aseguraba una muerte rápida, Alia, hermana de Paul y con poderes prescientes similares a los de su hermano, se ha casado con el ghola de Duncan Idaho y se sienta en el trono de Arrakis como Regente Imperial, así como tutora y guardiana de los gemelos nacidos en el momento de morir Chani: Leto y Ghanima. 
A pesar de los años, la conspiración para destruir el poderío Atreides continúa con Wencisia Corrino, la tercera hija del ya muerto Shaddam IV, y las tribus fremen malditas del antiguo asentamiento Jacurutu. Planean enloquecer a Alia con especia, asesinar a los gemelos con tigres de Laza y arrojar al Imperio al caos. Y una voz que viene del desierto profundo, el Predicador, un anciano ciego que denuncia la corrupción del sueño de Muad'dib enfrentándose a Alia, que sospecha que esa voz pertenece a su desaparecido hermano Paul.
Mientras Alia, viéndose completamente sola contra las hordas de sus antepasados y la religión de Muad'Dib, desesperada por la pérdida de sus facultades prescientes, consume cantidades cada vez mayores de melange y cae cada vez más en la Abominación, estado de posesión inducido por la presión de sus Otras Memorias y que culmina con la aparición en su psique de su abuelo materno, el viejo Barón Vladimir Harkonnen. Preocupada por la situación y aconsejada por sus Hermanas Bene Gesserit regresa a Arrakis Jessica, la madre de Paul y Alia y abuela de Leto y Ghanima, los herederos del Imperio, dispuesta a poner a prueba la humanidad de los mismos, pre-nacidos por el consumo masivo de melange durante su embarazo al igual que sucedió con su tía Alia. 
Los gemelos, prescientes como lo eran su padre y su tía, tienen frecuentes visiones de un futuro funesto para la raza humana. Tendrán que hacer un sacrificio y tomar una decisión: vivir y morir como humanos, o salvar el Imperio y caminar a través de la oscuridad siguiendo un hilo de luz que garantiza la supervivencia de la humanidad durante eras, la "Senda de Oro" que Muad'Dib rechazó. Tras sucumbir a la trampa y eliminar los tigres laza enviados a matarlos por Wensicia, Leto fingirá su propia muerte y se adentrará en el desierto, enfrentándose a diversas pruebas como las pruebas de posesión a manos de los Jacurutu, tribus fremen renegadas en el pasado, aferradas a las antiguas costumbres y enfrentadas al nuevo Imperio de los Atreides.
Ghanima, tras un proceso de autohipnosis, bloquea todo recuerdo del plan en su mente y vuelve a la corte convencida de la muerte de su hermano a manos de los Corrino. Tras el proceso, descubre que sus Otras Memorias son acalladas por el bloqueo, evitando así la Abominación. El Barón Harkonnen, que domina cada vez más la psique de Alia, la induce a organizar un atentado contra la vida de su madre, Jessica. Esta escapa con la ayuda de aliados fremen, y es "secuestrada" por Duncan Idaho y llevada a Salusa Secundus, el nuevo planeta sede de la Casa Corrino, antiguo planeta de castigo y entrenamiento de los Sardaukar Imperiales. Allí, Jessica adiestrará en las artes Bene Gesserit a Farad'n, hijo de Wensicia y heredero de la Casa Corrino, tal como hiciera con su propio hijo.
Leto va rompiendo uno a uno los hilos que le separan de la Senda de Oro. Las enormes cantidades de esencia de especia que le obligan a consumir para mantenerlo en trance le fuerzan a crear una alianza entre las Memorias de sus antepasados más fuertes para enfrentarse a la Abominación. Empachado de esencia de especia escapa de Jacurutu y se enfrenta al desierto desnudo. Recuerda un antiguo juego infantil fremen y busca truchas de arena, que se extienden sobre su piel buscando la humedad y la esencia de especia en su sangre, descubriendo que se convierten en una segunda piel, una armadura que amplifica sus movimientos y su fuerza, una simbiosis con el gusano. "Mi piel no será mi piel".
Una boda entre Farad'n y Ghanima, promovida por la Bene Gesserit en espera de reanudar su plan genético, podría solucionar los problemas de las dos Casas, Atreides y Corrino. Ghanima acepta esperando matar en la noche de bodas a Farad'n, cuyo adiestramiento con Jessica le lleva a realizar el juramento Bene Gesserit. Leto por su parte se adapta cada vez más a su nueva piel de gusano, y busca en el desierto a su padre, Paul Muad'dib, el Predicador.
Llegada la fecha de la boda, los acontecimientos se precipitan. La poseída Alia, Farad'n y Jessica esperan a Ghanima para la boda, mientras contemplan al Predicador morir a manos de los sacerdotes tras su último sermón dirigido contra Alia. En ese momento entran Ghanima y Leto, que desvela su plan secreto a todos despertando de ese modo a su hermana del bloqueo autoinducido y se enfrenta con Alia, que sucumbiendo a la posesión y en un esfuerzo por librarse, se lanza por una ventana al vacío.
La Senda de Oro está asegurada. Con Ghanima y Farad'n a su lado, Leto II asume el poder y desvela su nueva naturaleza: durante los milenios siguientes su piel de truchas de arena le cambiará lentamente y se convertirá en el Dios Emperador, que regirá el imperio y la raza humana modelándola y preparándola para su maduración final.

## Referencia bibliográfica
- Frank Herbert, Hijos de Dune. Ediciones Debolsillo: Barcelona, 2003. ISBN 978-84-9759-432-5